# 法霍收獲足球會
法霍收獲足球會是一家來自塔吉克哈特隆州法霍（Farkhor）市的足球會，1950年成立。球會最初名為法霍FK(Farxor FK)，參加塔吉克超級足球聯賽。隊名Ҳосилот在塔吉克語中意為「收獲」(收成)，源自俄語「Урожай」。

## 曆史
球會成立於1950年，直到蘇聯解體之前都稱為「Ҳосилот」（源自俄語Урожай，「收獲」(收成)的意思）。在蘇聯時期，他參加了塔吉克蘇維埃社會主義共和國的錦標賽，並在1991賽季參加了蘇聯錦標賽的第二低級聯賽。
1992年塔吉克獨立後，球會開始參加塔吉克大聯盟，但只打了上半個賽季，因政治分歧和塔吉克內戰爆發而錯過了第二輪錦標賽。
1993年，他再次開始徵戰塔吉克大聯盟，直到1997年球季。據一些消息來源稱，1997年底，在該國內戰結束並簽署和平條約後，法霍實際上已不復存在。據其他消息來源稱，他不定期參加全國錦標賽的低級聯賽。
2003年，一支名為SKA哈特隆的球會重返大聯盟，但排名第15名作為倒數第二被立即降級至次級聯賽。 2005年底，該團隊實際上已不復存在，直到2010年才以原來的名稱「Khosilot」復活。
2010年和2011年賽季，球會參加了塔吉克甲級聯賽（代表杜尚別地區）併兩次獲得銀牌。 2012年，法霍收獲(Ҳосилот Фархор)已經徵戰塔吉克職業大聯盟，球隊首次邀請來自非洲國家的外籍球員。然而，在那個賽季結束後，他僅獲得第11名，回到了甲級聯賽。
2016年，收獲隊再次徵戰塔吉克大聯盟，轟動一時，獲得銀牌，同時獲得參加2017年亞足聯杯預選賽的資格，首先兩場比賽擊敗了阿富汗冠軍，但在本屆亞足聯中，法霍收獲隊表現出色。2017年奪得塔吉克超級盃冠軍。